# اولما (استان آمور)
اولما (به لاتین: Ulma) یک منطقهٔ مسکونی در روسیه است که در استان آمور واقع شده‌است.